# Lupinus sericeus
Lupin soyeux
Espèce
Lupinus sericeus, le lupin soyeux, est une espèce de plantes à fleurs dicotylédones de la famille des Fabaceae, sous-famille des Faboideae, originaire de l'ouest de l'Amérique du Nord.
C'est une plante herbacée vivace, à port dressé, pouvant atteindre 140 cm de haut, et à fleurs papilionacées bleues ou violettes. Cette espèce est toxique, particulièrement pour le bétail, à cause des alcaloïdes qu'elle contient. Elle peut provoquer un syndrome tératogène chez les veaux dû à l'anagyrine.

## Description

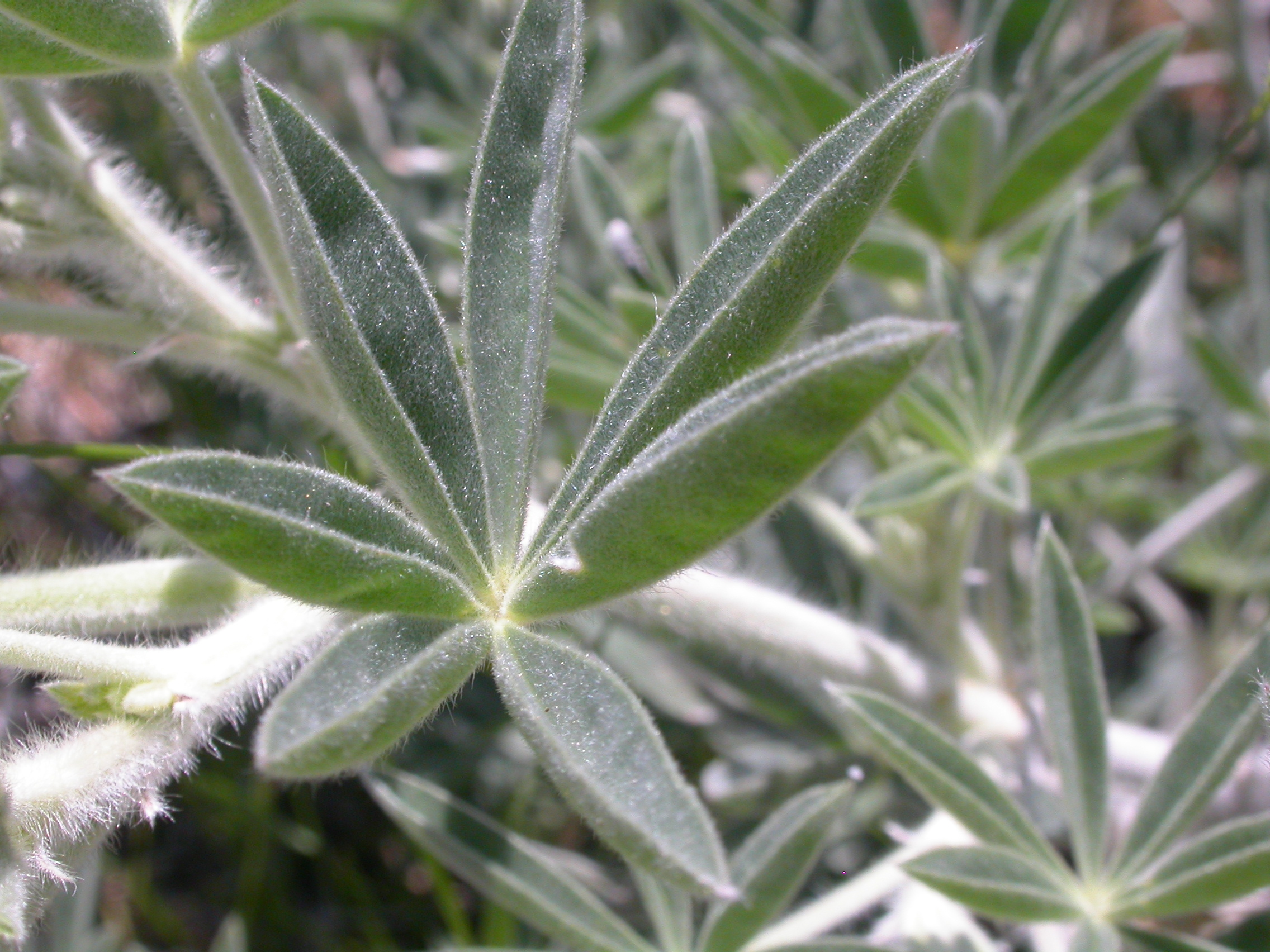
Feuille.

Le lupin soyeux est une plante herbacée vivace, à racine pivotante, à port dressé, pouvant atteindre 50 à 140 cm de haut. La plante présente généralement plusieurs tiges robustes qui ont un diamètre de 2 à 8 mm à la base. Les feuilles sont composées palmées avec 5 à 9 folioles étroites. Celles-ci sont en général densément pubescentes sur les deux faces. Les fleurs, petites, sont groupées en grappes de 12 à 25 cm de long, très denses lorsque les fleurs sont en boutons et plus lâches pendant la floraison. Les fleurs ont une corolle  de type papilionacé de couleur bleu vif avec des taches blanche ou jaune blanchâtre , ou bien bleu clair ou blanchâtre avec des taches brunes. Le fruit est une gousse un peu aplatie comptant de 2 à 5 graines.

## Distribution et habitat
L'aire de répartition de Lupinus sericeus s'étend dans l'ouest du Canada (Colombie-Britannique, Alberta) et dans le centre-ouest des États-Unis (de l'État de Washington, l'Idaho et le Montana au nord jusqu'à l'Arizona et le Nouveau-Mexique au sud, en incluant vers l'est le Dakota du Sud).
Le lupin soyeux se rencontre dans des habitats variés, dans les prairies, les clairières dans les forêts de feuillus et de conifères, et les  zones arbustives, à des altitudes allant de 250 à 3 000 mètres, et dans des zones recevant des précipitations annuelles de 250 à 500 mm. Il préfère les sols secs, sablonneux ou limoneux, bien drainés et non salés, le plus souvent à texture grossière, souvent sur les pentes sèches et rocheuses et dans les bois ouverts. Il pousse dans les sols à pH allant de 7 à 7,5. C'est une plante de  plein soleil qui peut cependant tolérer une ombre partielle,.

## Taxinomie

### Synonymes
Selon The Plant List (20 septembre 2019) :
- Lupinus bakeri Greene
- Lupinus egglestonianus (C.P.Sm.) C.P.Sm.
- Lupinus falsocomatus C.P. Sm.
- Lupinus herman-workii C.P. Sm.
- Lupinus leucopsis J. Agardh
- Lupinus marianus Rydb.
- Lupinus ramosus E.E. Nelson
- Lupinus sericeus var. egglestonianus C.P.Sm.

### Liste des sous-espèces et variétés
Selon The Plant List (20 septembre 2019) :
- sous-espèce :
  - Lupinus sericeus subsp. huffmannii (C.P. Sm.) Fleak & D.B. Dunn
- variétés :
  - Lupinus sericeus var. asotinensis (E.Phillips) C.L.Hitchc.
  - Lupinus sericeus var. barbiger (S.Watson) S.L.Welsh

## Toxicité
Le lupin soyeux est une plante très toxique, car il contient des alcaloïdes quinolizidiniques, en particulier la lupanine et la spartéine, présents en plus grande quantité dans les graines et les gousses, qui affectent le système nerveux des mammifères. Il est toxique notamment  pour le bétail, en particulier pour les ovins, les moutons étant plus enclins à consommer du lupin sont les plus exposés à l'intoxication par cette plante. Les bovins et les chevaux sont moins fréquemment intoxiqués. La plante est toxique du début de la croissance au printemps jusqu’à ce qu’elle sèche en fin d’été. Les plantes desséchées, et le foin qui en contient, sont aussi probablement toxiques car ces alcaloïdes résistent au séchage. L'intoxication nécessite l'ingestion de grandes quantités de plantes sur une courte période. Les moutons sont intoxiqués par l'ingestion quotidienne de 125 à 250 g pendant 3 à 4 jours, et les bovins s'ils ingèrent de 450 à 680 g par jour. Normalement, le bétail ne consomme du lupin soyeux que lorsqu'aucun autre fourrage n'est disponible. Le lupin soyeux n'est apparemment pas toxique pour la faune sauvage.
Les symptômes de l'intoxication par ce lupins sont notamment une respiration laborieuse, de la dépression, le coma et la mort par asphyxie. L'animal peut aussi présenter des tremblements et des convulsions.
Le lupin soyeux contient également de l'anagyrine. Cette substance est un alcaloïde tératogène qui se présente en plus forte concentration dans les graines, les gousses et les jeunes feuilles. Elle peut provoquer chez le veau des malformations squelettiques si elle est ingérée par la vache gestante entre le 40e et le 70e jour de la gestation. Les symptômes sont en particulier l'arthrogrypose, la scoliose, le palatoschisis et d'autres malformations,.